# Polyzonus schmidti
Polyzonus schmidti är en skalbaggsart som beskrevs av Schwarzer 1926. Polyzonus schmidti ingår i släktet Polyzonus och familjen långhorningar.
Artens utbredningsområde är Filippinerna. Inga underarter finns listade i Catalogue of Life.